# Comuna Toceni, Cantemir
Comuna Toceni este o comună din raionul Cantemir, Republica Moldova. Este formată din satele Toceni (sat-reședință) și Vîlcele.

## Demografie
Conform datelor recensământului din 2014, comuna are o populație de 1.104 locuitori. La recensământul din 2004 erau 1.294 de locuitori.

## Administrație și politică
Componența Consiliului local Toceni (9 consilieri), ales la 5 noiembrie 2023, este următoarea:
|  | Partid                                        | Consilieri | Componență | Componență | Componență | Componență | Componență |
|  | --------------------------------------------- | ---------- | ---------- | ---------- | ---------- | ---------- | ---------- |
|  | Partidul Acțiune și Solidaritate              | 5          |            |            |            |            |            |
|  | Partidul Socialiștilor din Republica Moldova  | 2          |            |            |            |            |            |
|  | Partidul Dezvoltării și Consolidării Moldovei | 2          |            |            |            |            |            |